# Th-1 odpověď
Imunitní odpověď typu Th-1 označuje formu imunitní reakce, kdy nediferencované, tzv. Th0 lymfocyty se diferencují účinkem regulačních cytokinů (interleukin-12 a interferon-γ), jež jsou produkovány makrofágy a NK buňkami, na Th-1 lymfocyty. Takto diferencované Th-1 lymfocyty produkují další cytokiny a aktivují další makrofágy a B-lymfocyty. Tato reakce se vyskytuje při virových infekcích, při napadení intracelulárním patogeny (bakterie, prvoci) nebo při autoimunitních nemocech.
V současnosti jsou díky nejnovějším výzkumem známé několik syntetické i přírodní látky se schopností posouvat imunitu směrem od Th2 dominance k Th1. Tyto látky se nazývají Th1 stimulátory (neboli Th1-Shifters). Mezi stimulátory Th1 složky imunitní odpovědi patří: inosin, inosin pranobex, heparin, vitamin C, a rostlinné extrakty z pelyňku pravého, puškvorce obecného, dýně tykve.